# جيان بيتي
جيان بيتي (بالفرنسية: Jean Petit)‏ (و. 1819 – 1903 م) هو نحات فرنسي، ولد في بيزنسون، توفي في باريس، عن عمر يناهز 84 عاماً.